# Ajutoare umanitare
Ajutoare umanitare este un film românesc de scurtmetraj din 2002 scris și regizat de Hanno Höfer. Rolurile principale au fost interpretate de actorii Ioan Fiscuteanu și Richard Bovnoczki. Este produs de Ager Film. 

## Prezentare
Trei tineri străini sosesc cu ajutoare umanitare într-un sat din Ardeal, totul se termină cu o petrecere publică. 

## Distribuție
- Cătălin Neagu
- Richard Bovnoczki
- Ernesto Bianchi
- Ion Fiscuteanu — primarul

## Primire
- 2002 - Clermont Ferrand - Premiul publicului
- 2002 - Cottbus - Marele Premiu pentru scurtmetraj[1]